# Fritillaria anhuiensis
Fritillaria anhuiensis là một loài thực vật có hoa trong họ Liliaceae. Loài này được S.C.Chen & S.F.Yin miêu tả khoa học đầu tiên năm 1983.